# Charlotte Schlötke
Charlotte Schlötke (Geburtsname Charlotte  Schröer; * 3. April 1904 in Landsberg an der Warthe, Provinz Brandenburg; † 22. April 2002 in Berlin) war eine deutsche Romanistin.

## Leben und Werk
Charlotte Schröer promovierte 1932 in Leipzig bei Walther von Wartburg über Les petits Poèmes en prose von Baudelaire, eine Gedankendichtung, als Zeit- und Charakterdokument (Leipzig 1935). Sie habilitierte sich 1943 in Jena bei Heinrich Gelzer und lehrte bis 1945 an der von den Nationalsozialisten neu gegründeten Reichsuniversität Posen. Sie war 1969 Professorin an der Freien Universität Berlin.

## Weitere Werke
- Die eigenartige literarische Technik Estauniés, Leipzig/Paris, 1938.
- Die Wirtschaft Südostasiens im englischen Krieg (mit Kodavooru Anantarama Bhatta), Leipzig, 1942.